# はたらく魔王さま! (アニメ)
『はたらく魔王さま!』（はたらくまおうさま）は、和ヶ原聡司による同名のライトノベルを原作とした日本のテレビアニメ。第1期は2013年4月から6月まで、TOKYO MXほかにて放送された。
第2期『はたらく魔王さま!!』は1st Seasonが2022年7月から9月までTOKYO MXほかにて放送された。2nd Seasonは2023年7月から9月まで放送された。

## 沿革
2012年10月に開催されたイベント「電撃文庫 秋の祭典2012」にてテレビアニメ化が発表され、公式サイトの開設と共にスタッフが公表されたほか、主要人物から真奥・恵美・芦屋・千穂の声優がそれぞれ逢坂良太・日笠陽子・小野友樹・東山奈央であることが公表された。また、同日に秋葉原UDXとベルサール秋葉原で開催された「電撃文庫 秋の祭典2012」には上記の声優4人が出演し、テレビアニメ化の告知を行った。
2013年3月30日と3月31日に幕張メッセで開催された「アニメ コンテンツ エキスポ2013」には上記の声優4人に加え、漆原役の下野紘と鈴乃役の伊藤かな恵の声優2人、そしてオープニング歌手の栗林みな実が出演した。
2013年6月4日から同年6月30日まで、秋葉原のグッドスマイル&カラオケの鉄人カフェにて本作とのコラボカフェが期間限定で開催された。「カツ・ドゥーン」（カツ丼のエンテ・イスラ語風読み）や「キュウリの蜂蜜がけ」など、本作に登場したメニューや本作の登場人物をイメージしたドリンクが提供された。また、開催中の6月16日には同店舗内にて逢坂・小野・下野らによるトークショーやニコニコ生放送が開催され、原作者の和ヶ原聡司も「店員」として登壇した。
2021年3月6日には、イベント「KADOKAWA ライトノベル EXPO 2020」にてテレビアニメ第2期の制作決定が発表された。
2022年7月22日から同年8月7日まで、池袋のAMOCAFE池袋店にて本作とのコラボカフェが期間限定で開催された。「カツドゥーン」や「マグロナルド風バーガーセット」など、本作に登場したメニューや本作の登場人物をイメージしたドリンクが提供された。
2022年9月には、第2期最終話の放送終了後、続編が2023年に放送されることが発表された。
2023年3月には、第2期の2nd Seasonが同年7月から放送予定であることが発表された。

## 登場人物
- 真奥貞夫（まおう さだお） / サタン・ジャコブ - 逢坂良太[16]
- 遊佐恵美（ゆさ えみ） / エミリア・ユスティーナ - 日笠陽子[16]
- 佐々木千穂（ささき ちほ） - 東山奈央[16]
- 芦屋四郎（あしや しろう） / アルシエル - 小野友樹[16]
- 漆原半蔵（うるしはら はんぞう） / ルシフェル - 下野紘[16]
- 鎌月鈴乃（かまづき すずの） / クレスティア・ベル - 伊藤かな恵[16]

## スタッフ
|                                          | 第1期                                           | 第2期                                                                          | 第2期                                                                          |
| 1st Season                               | 第1期                                           | 2nd Season                                                                     |                                                                                |
| ---------------------------------------- | ----------------------------------------------- | ------------------------------------------------------------------------------ | ------------------------------------------------------------------------------ |
| 原作                                     | 和ヶ原聡司「はたらく魔王さま！」                | 和ヶ原聡司「はたらく魔王さま！」                                               | 和ヶ原聡司「はたらく魔王さま！」                                               |
| 原作イラスト・ キャラクター デザイン原案 | 029                                             | 029                                                                            | 029                                                                            |
| 監督                                     | 細田直人                                        | 筑紫大介                                                                       | 筑紫大介                                                                       |
| シリーズ構成                             | 横谷昌宏                                        | 横谷昌宏                                                                       | 横谷昌宏                                                                       |
| キャラクターデザイン                     | 碇谷敦                                          | 飯野雄大                                                                       | 飯野雄大                                                                       |
| デザインワークス                         | コレサワシゲユキ、灯夢                          | あきづきりょう                                                                 | あきづきりょう                                                                 |
| 美術監督                                 | 高峯義人                                        | 緒続学                                                                         | 緒続学                                                                         |
| 美術設定                                 | 金城沙綾                                        | 成田偉保                                                                       | 成田偉保                                                                       |
| 色彩設計                                 | 手嶋明美                                        | 手嶋明美                                                                       | 手嶋明美                                                                       |
| 撮影監督                                 | 峰岸健太郎                                      | 飯島亮                                                                         | 飯島亮                                                                         |
| 3D監督                                   | 相馬洋                                          | 小川耕平                                                                       | 小川耕平                                                                       |
| 編集                                     | 後藤正浩                                        | 土居秀充                                                                       | 土居秀充                                                                       |
| 特殊効果                                 | チーム・タニグチ                                | 石橋啓                                                                         | 石橋啓                                                                         |
| 音響監督                                 | 明田川仁                                        | 明田川仁                                                                       | 明田川仁                                                                       |
| 音楽                                     | 中西亮輔                                        | 中西亮輔                                                                       | 中西亮輔                                                                       |
| 音楽プロデューサー                       | 吉江輝成                                        | 吉江輝成                                                                       | 吉江輝成                                                                       |
| 音楽プロデューサー                       | 伊藤善之                                        |                                                                                |                                                                                |
| 音楽制作                                 | Lantis                                          | Lantis                                                                         | Lantis                                                                         |
| プロデューサー                           | 岡村武真                                        | 岡村武真                                                                       | 岡村武真                                                                       |
| プロデューサー                           | 荒木人美                                        | 荒木人美                                                                       | 黒崎泰隆                                                                       |
| プロデューサー                           | 大島靖、斎藤滋、福田順 川村仁、岡村武真、岩佐岳 | 深尾聡志、南原充宏、吉江輝成 外川明宏、小澤文啓、田村菜摘 大和田智之、金子広孝 | 深尾聡志、南原充宏、吉江輝成 外川明宏、小澤文啓、田村菜摘 大和田智之、金子広孝 |
| アニメーション プロデューサー            | 吉川綱樹                                        | 武藤伸和                                                                       | 武藤伸和                                                                       |
| プロデュース                             | インフィニット                                  | インフィニット                                                                 | インフィニット                                                                 |
| アニメーション制作                       | WHITE FOX                                       | Studio 3Hz                                                                     | Studio 3Hz                                                                     |
| 製作                                     | HM Project                                      | MAOUSAMA Project                                                               | MAOUSAMA Project                                                               |

## 製作
第1期
テレビアニメ化に際しては企画者の永谷敬之曰く「書店に行ったときに、偶然にも大賞・金賞作品が売り切れていて、銀賞作品しかなかったんですよ（笑）」とのことだが、スタッフには『未来日記』の監督を務めた細田直人をはじめ実力派が集結され、『STEINS;GATE』や『ヨルムンガンド』のWHITE FOXがアニメーション制作を担当している。また、原作の世界観を壊さないことが重視されており、その発想から原作者にはエンテ・イスラ語を新規に設定してもらったほか、原作のコミカルな部分にはメリハリを付けるなどの注意が払われた。声優陣も第1話からアドリブを盛り込むなど、世界観を広げることに一役買っている。
デザインワークスを担当したコレサワシゲユキが2022年に自身のTwitterで明かしたところによれば、エンテ・イスラの魔法陣や文字だけでなくマグロナルドのメニューからテレアポのUIまで自社のチームでデザインしており、特にテレアポのUIは実際に動作するGUI検証用アプリを作ってからデザインしたという。
なお、オープニングアニメーションは第3話からついたが、制作上の都合により同話と第4話では特別版（それまでの本編から抜粋し、曲に合わせて再編集したコラージュ映像）が放送され、第5話で完全版となった。
第2期
原作者の和ヶ原は第2期を待ち続けた果てにあきらめかけていたところに制作決定を知らされて喜んだほか、原作イラスト・キャラクターデザイン原案の029も読者や周囲に応えられたことや和ヶ原の念願が叶ったことに喜んでいる。
鎌月鈴乃 / クレスティア・ベル役の伊藤かな恵ら主要声優陣はイベントの前日にマネージャーからの連絡で制作決定を知らされたほか、第1期の終了後も仲良く交流を続けていたため、驚きと嬉しさでよくわからない感じになったという。漆原半蔵 / ルシフェル役の下野紘もまさか第2期が始まるとは思っていなかったため、所属事務所の後輩でもある遊佐恵美 / エミリア・ユスティーナ役の日笠陽子からの連絡で知って驚いたという。芦屋四郎 / アルシエル役の小野友樹はフリーランスゆえに伊藤や下野より一足早く知らされており、一度終わったと思っていた作品が再び始まる驚きと嬉しさに包まれたという。声優を目指す前の高校生当時に第1期をファンの立場で見ていたアラス・ラムス役の木野日菜は、オーディションの際に9年も空いての第2期は珍しいので名前が同じだけの別作品かと思っていたが、中身を知って驚くと共に第2期が楽しみな気持ちになったという。佐々木千穂役の東山奈央も第1期当時はまだ大学生かつ声優3年目であり、第2期を待ち続けた末に「『はたらく魔王さま!』は伝説になったんだ」と思うまでになったところに知らされたため、青天の霹靂過ぎて感動の涙が出たという。日笠も第1期終了後のイベントにて女性陣で涙したほど第2期を熱望していたが、9年越しの第2期は聞いたことがなく制作のハードルが高いことをわかっていたからこそ実現は難しいと捉えて生活していたため、発表イベントの際にもゲームの発表か何かだろうと思い込みによる暗示を自分にかけてしまっていたという。真奥貞夫 / サタン・ジャコブ役の逢坂良太もイベントの前日に知らされて驚き、嬉しかったがどんな気持ちで登壇して良いのかわからなかったうえ、ゼロに近い確率で不可能だろうと思っていたため、裏でスタッフが動いて実現したことには本当にありがたく、あきらめなくて良かったと思ったという。
監督の筑紫大介は、第1期から9年が経ってそのまま続きをやるわけにもいかず、もっと現代風に寄せていきたいとの思いを持って務めることとなった。原作が発表された11年前と比べると世間が変わっているため、それをどう翻訳するかについても悩んだほか、第1期当時の表現だと現在の視聴者には届き辛いであろう箇所をどうするかも考えていったという。また、アラス・ラムスが登場することから、男性だけで赤子を育てる大変さや日常性を出したかったうえ、さまざまな場所にて展開する物語に工夫した。声優たちとは、コロナ禍による影響で1人ずつの収録であることから深い話はできていないが、自分以上に知り尽くしている人ばかりであるため、ほぼ任せてシーンごとに多少の演出を足していったという。

## 反響
第1期
第1話の放送後には上記の注意から大好評となり、製作元へは大反響が寄せられた。また、「アニメ！アニメ！」の実施したアンケートでは2013年春期第3位を獲得している。
第2期
9年ぶりの第2期ということもあり、第1話の放送後には視聴者から喜びの声や懐かしむ声が挙がったほか、「#魔王さま」がTwitterのトレンドに入った。
2023年8月8日には、マクドナルドのアメリカ法人が、マクドナルドの店舗やロゴが映されたり商品名が言及されたりしている著名な映画の映像群を用いたCMを自社の公式X（旧：Twitter）にて公開したが、それには本作の映像（厳密には第1期の映像）も含まれていたため、ファンのみならず制作陣からも驚きの声が挙がった。

## 評価

### 売上
BD第1期第1巻の初週推定売上は9,720枚、DVD第1期第1巻の初週推定売上は2,119枚をそれぞれ記録している。

### 批評
ライターの小林白菜は、直近10年に放送されたコメディ色の強いテレビアニメの中でも、本作については「屈指の傑作」と評しているうえ、「先が気になるシリアスな展開もありながら、その中でもクスリと笑えるやり取りが随所に散りばめられている点が本作の楽しいところである。どの登場人物も格好よかったり、頼もしかったりする一面もあれば、駄目な部分も人間臭く魅力的で、きっとすべてのキャラクターのことを好きになれることだろう」と称賛している。また、小林は本作の重要なテーマの一つとして「相手のことを理解しようとする大切さ」があることを挙げている。

### 受賞・ランキング等
「ニュータイプアニメアワード2013」では作品賞（TV部門）で9位を獲得している。

## 主題歌

### 第1期
「ZERO!!」
第1期オープニングテーマ。作詞・歌は栗林みな実、作曲・編曲は中土智博。
「月花」
第1期エンディングテーマ（第1話・第2話・第3話・第4話、第6話 - 第12話）。作詞はきみコ、作曲は佐々木淳、編曲・歌はnano.RIPE。
nano.RIPEにとって初のエンディング担当曲であり、Vo.のきみコによれば「エンディング曲はしっとり」というイメージがあったことから本曲を採用したとのこと。また、きみコはテレビアニメ放送直後から「こういう曲も歌うのは意外だった」というような反応をたくさんもらったと語っている。
「スターチャート」
第1期エンディングテーマ（第5話）。作詞はきみコ、作曲は佐々木淳、編曲・歌はnano.RIPE。
「ツマビクヒトリ」
第1期エンディングテーマ（第13話）。作詞はきみコ、作曲は佐々木淳、編曲・歌はnano.RIPE。

### 第2期
「WITH」
第2期1st Seasonオープニングテーマ。作詞・歌は栗林みな実、作曲・編曲は中土智博。
「水鏡の世界」
第2期1st Seasonエンディングテーマ。歌は堀内まり菜、作詞はきみコ、作曲・編曲は佐々木淳。
きみコによれば、曲の方向性は「お任せします」とのことだったため、「月花」の曲調と堀内の歌声に合うことを意識しながら書き始めたという。第1期当時にエンディングテーマ候補として提出した3曲がすべて採用されたことを踏まえ、本曲でも佐々木からワンコーラスデモをもらって話し合ったうえで歌詞を乗せ、堀内からも作品からもOKをもらって膨らませる形でフルコーラスのアレンジに取りかかったという。また、佐々木も「月花」からの繋がりを感じられるようにとミドルテンポで少し前向きな感じにし、今回も同じように楽しくなれる曲というところを意識したという。
「光のない街」
第2期2nd Seasonオープニングテーマ。歌はnano.RIPE、作詞はきみコ、作曲・編曲は佐々木淳。
「bloomin'」
第2期2nd Seasonエンディングテーマ。歌はLiyuu、作詞はしらゆき美優、作曲・編曲は白戸佑輔。

## 各話リスト
| 話数                                  | サブタイトル                                   | 脚本                        | 絵コンテ                    | 演出                        | 作画監督 | 総作画監督                                           | 初放送日                    |                             |                             |                             |                             |                             |                             |                             |                             |                             |                             |                             |                             |                             |                             |                             |                             |                             |
| 第1期『はたらく魔王さま！』           | 第1期『はたらく魔王さま！』                    | 第1期『はたらく魔王さま！』 | 第1期『はたらく魔王さま！』 | 第1期『はたらく魔王さま！』 | 第1期『はたらく魔王さま！』 | 第1期『はたらく魔王さま！』                          | 第1期『はたらく魔王さま！』 | 第1期『はたらく魔王さま！』 | 第1期『はたらく魔王さま！』 | 第1期『はたらく魔王さま！』 | 第1期『はたらく魔王さま！』 | 第1期『はたらく魔王さま！』 | 第1期『はたらく魔王さま！』 | 第1期『はたらく魔王さま！』 | 第1期『はたらく魔王さま！』 | 第1期『はたらく魔王さま！』 | 第1期『はたらく魔王さま！』 | 第1期『はたらく魔王さま！』 | 第1期『はたらく魔王さま！』 | 第1期『はたらく魔王さま！』 | 第1期『はたらく魔王さま！』 | 第1期『はたらく魔王さま！』 | 第1期『はたらく魔王さま！』 | 第1期『はたらく魔王さま！』 |
| ------------------------------------- | ---------------------------------------------- | --------------------------- | --------------------------- | --------------------------- | --- | ---------------------------------------------------- | --------------------------- | --------------------------- | --------------------------- | --------------------------- | --------------------------- | --------------------------- | --------------------------- | --------------------------- | --------------------------- | --------------------------- | --------------------------- | --------------------------- | --------------------------- | --------------------------- | --------------------------- | --------------------------- | --------------------------- | --------------------------- |
| 第1話                                 | 魔王、笹塚に立つ                               | 横谷昌宏                    | 細田直人                    | 細田直人                    | 碇谷敦 | 碇谷敦                                               | 2013年 4月4日               |                             |                             |                             |                             |                             |                             |                             |                             |                             |                             |                             |                             |                             |                             |                             |                             |                             |
| 第2話                                 | 勇者、仕事優先で魔王城に泊まる                 | 横谷昌宏                    | 岩畑剛一                    | 小林公二                    | 木宮亮介 | 碇谷敦                                               | 4月11日                     |                             |                             |                             |                             |                             |                             |                             |                             |                             |                             |                             |                             |                             |                             |                             |                             |                             |
| 第3話                                 | 魔王、新宿で後輩とデートする                   | 下山健人                    | 岩畑剛一                    | 土屋浩幸                    | 又賀大介 | 碇谷敦                                               | 4月18日                     |                             |                             |                             |                             |                             |                             |                             |                             |                             |                             |                             |                             |                             |                             |                             |                             |                             |
| 第4話                                 | 勇者、心の温かさに触れる                       | 待田堂子                    | おざわかずひろ              | おざわかずひろ              | 中田正彦 | 碇谷敦                                               | 4月25日                     |                             |                             |                             |                             |                             |                             |                             |                             |                             |                             |                             |                             |                             |                             |                             |                             |                             |
| 第5話                                 | 魔王と勇者、笹塚を救う                         | 横谷昌宏                    | 村川健一郎                  | 小林公二                    | 碇谷敦 池上太郎 中村和久 又賀大介 | 碇谷敦                                               | 5月2日                      |                             |                             |                             |                             |                             |                             |                             |                             |                             |                             |                             |                             |                             |                             |                             |                             |                             |
| 第6話                                 | 魔王、学校の階段を昇る                         | 横谷昌宏                    | 岩畑剛一                    | 橋本裕之                    | 池田有 | 碇谷敦                                               | 5月9日                      |                             |                             |                             |                             |                             |                             |                             |                             |                             |                             |                             |                             |                             |                             |                             |                             |                             |
| 第7話                                 | 魔王、近所付き合いで家計を助けられる           | 下山健人                    | にいどめとしや              | 土屋浩幸                    | 中田正彦 田村正文 武藤信宏 木宮亮介 中村和久                                                                                                 | 碇谷敦                                               | 5月16日                     |                             |                             |                             |                             |                             |                             |                             |                             |                             |                             |                             |                             |                             |                             |                             |                             |                             |
| 第8話                                 | 勇者、修羅場に突入する                         | 待田堂子                    | 岩畑剛一                    | 平向智子                    | 又賀大介 中村和久 木宮亮介 武藤信宏 | 碇谷敦                                               | 5月23日                     |                             |                             |                             |                             |                             |                             |                             |                             |                             |                             |                             |                             |                             |                             |                             |                             |                             |
| 第9話                                 | 勇者、修羅場を経験する                         | 下山健人                    | 増井壮一                    | 古賀一臣                    | 池上太郎 佐藤天昭 池田有 | 碇谷敦                                               | 5月30日                     |                             |                             |                             |                             |                             |                             |                             |                             |                             |                             |                             |                             |                             |                             |                             |                             |                             |
| 第10話                                | 魔王と勇者、いつもと違った日常を過ごす         | 待田堂子                    | 小林智樹                    | 小林智樹                    | 田村正文 中村和久 中田正彦 坂井久太 武藤信宏                                                                                                 | 碇谷敦                                               | 6月6日                      |                             |                             |                             |                             |                             |                             |                             |                             |                             |                             |                             |                             |                             |                             |                             |                             |                             |
| 第11話                                | 勇者、己の信念を貫く                           | 横谷昌宏                    | おざわかずひろ              | おざわかずひろ              | 池田有 木宮亮介 兵渡勝 碇谷敦 | 碇谷敦                                               | 6月13日                     |                             |                             |                             |                             |                             |                             |                             |                             |                             |                             |                             |                             |                             |                             |                             |                             |                             |
| 第12話                                | 魔王、己の職責を果たす                         | 横谷昌宏                    | 細田直人                    | 細田直人                    | 碇谷敦 又賀大介 | 碇谷敦                                               | 6月20日                     |                             |                             |                             |                             |                             |                             |                             |                             |                             |                             |                             |                             |                             |                             |                             |                             |                             |
| 第13話                                | 魔王と勇者、真っ当に仕事に励む                 | 横谷昌宏                    | 三條なみみ                  | 土屋浩幸                    | 佐藤天昭 中田正彦 碇谷敦 木宮亮介 武藤信宏 兵渡勝                                                                                            | 碇谷敦                                               | 6月27日                     |                             |                             |                             |                             |                             |                             |                             |                             |                             |                             |                             |                             |                             |                             |                             |                             |                             |
| 第2期『はたらく魔王さま!!』1st Season |                                                |                             |                             |                             | |                                                      |                             |                             |                             |                             |                             |                             |                             |                             |                             |                             |                             |                             |                             |                             |                             |                             |                             |                             |
| 第1話                                 | 魔王、笹塚に叫ぶ                               | 横谷昌宏                    | 筑紫大介                    | 鈴木拓磨                    | 亀田朋幸 蟹谷憲正 栗西祐輔 | たけだ欣弘                                           | 2022年 7月14日              |                             |                             |                             |                             |                             |                             |                             |                             |                             |                             |                             |                             |                             |                             |                             |                             |                             |
| 第2話                                 | 魔王と勇者、身に覚えなく親になる               | 横谷昌宏                    | 西田正義                    | 粟井重紀                    | 飯飼一幸 鎌田耕一 重松慎一 山村俊了 | たけだ欣弘                                           | 7月21日                     |                             |                             |                             |                             |                             |                             |                             |                             |                             |                             |                             |                             |                             |                             |                             |                             |                             |
| 第3話                                 | 魔王と勇者、勧めに従い遊園地に行く             | 待田堂子                    | 筑紫大介                    | 平向智子 鈴木拓磨           | 小野晃 成松義人 斎藤和也 青木昭仁 金子綾子 片岡恵美子 田之上慎                                                                               | たけだ欣弘                                           | 7月28日                     |                             |                             |                             |                             |                             |                             |                             |                             |                             |                             |                             |                             |                             |                             |                             |                             |                             |
| 第4話                                 | 魔王、大切なものを失う苦しみを知る             | 大西雄仁                    | 中澤勇一                    | 中澤勇一                    | 中澤勇一 市ノ川聡 光の園・アニメーション | たけだ欣弘                                           | 8月4日                      |                             |                             |                             |                             |                             |                             |                             |                             |                             |                             |                             |                             |                             |                             |                             |                             |                             |
| 第5話                                 | 魔王、家も仕事も失い途方に暮れる               | 早川スミカ                  | 筑紫大介                    | 徐恵眞                      | Han Eunmi Hong Insu Choi Jong Gi | たけだ欣弘 飯野雄大                                  | 8月11日                     |                             |                             |                             |                             |                             |                             |                             |                             |                             |                             |                             |                             |                             |                             |                             |                             |                             |
| 第6話                                 | 勇者、魔王の職場の大改造に協力する             | 大西雄仁                    | 大野和寿                    | 宇都宮正記                  | 森悦史 亀田朋幸 蟹谷憲正 栗原基樹 清澤唯人                                                                                                   | たけだ欣弘                                           | 8月18日                     |                             |                             |                             |                             |                             |                             |                             |                             |                             |                             |                             |                             |                             |                             |                             |                             |                             |
| 第7話                                 | 魔王、銚子と世界の広さを知る                   | 待田堂子                    | 敷島博英                    | 秋山宏                      | 武志鵬 小澤和則 森悦史 金丸綾子 田之上慎 亀田朋幸                                                                                            | たけだ欣弘                                           | 8月25日                     |                             |                             |                             |                             |                             |                             |                             |                             |                             |                             |                             |                             |                             |                             |                             |                             |                             |
| 第8話                                 | 魔王、就農する                                 | 横谷昌宏                    | 西田正義                    | 山内東生雄 安東恒太         | 飯飼一幸 鎌田耕一 山村俊了 南伸一郎 光の園・アニメーション                                                                                   | たけだ欣弘 飯野雄大                                  | 9月1日                      |                             |                             |                             |                             |                             |                             |                             |                             |                             |                             |                             |                             |                             |                             |                             |                             |                             |
| 第9話                                 | 魔王と勇者、佐々木家を守るために立ち上がる     | 早川スミカ                  | 江副仁美                    | 海野イカたろう 國本一穂     | 蟹谷憲正 亀田朋幸 金丸綾子 福永なぎさ 松井京介 光の園・アニメーション                                                                        | たけだ欣弘                                           | 9月8日                      |                             |                             |                             |                             |                             |                             |                             |                             |                             |                             |                             |                             |                             |                             |                             |                             |                             |
| 第10話                                | 魔王、テレビ購入を強硬に主張する               | 大西雄仁                    | まつもとよしひさ            | 藤井邦雄                    | Jang Gil-yong Yu Seung-cheol Sao Sun-yeong Kim Ran-yeong Han Eun-mi Park Song-hwa Back Yeon-ju Park Jae-seok Kim Yun-jyeong                  | たけだ欣弘 飯野雄大                                  | 9月15日                     |                             |                             |                             |                             |                             |                             |                             |                             |                             |                             |                             |                             |                             |                             |                             |                             |                             |
| 第11話                                | 魔王、人との関わりを説く                       | 早川スミカ                  | 鎌倉由実                    | 海野イカたろう              | Han Eun-mi Kim Ran-yeong Park yeong-hee Park song-hwa Kim Yun-jeong                                                                          | たけだ欣弘 飯野雄大                                  | 9月22日                     |                             |                             |                             |                             |                             |                             |                             |                             |                             |                             |                             |                             |                             |                             |                             |                             |                             |
| 第12話                                | 魔王と勇者、とりあえず目の前の出来事に集中する | 横谷昌宏                    | 筑紫大介                    | 宇都宮正記                  | 青木昭仁 細田沙織 斎藤和也 松下純子 工藤公聖 清澤唯人 森悦史 栗原基樹 栗西祐輔 金子綾子 亀田朋幸 光の園・アニメーション Huqingdan Chan Qiang | たけだ欣弘                                           | 9月29日                     |                             |                             |                             |                             |                             |                             |                             |                             |                             |                             |                             |                             |                             |                             |                             |                             |                             |
| 第2期『はたらく魔王さま!!』2nd Season |                                                |                             |                             |                             | |                                                      |                             |                             |                             |                             |                             |                             |                             |                             |                             |                             |                             |                             |                             |                             |                             |                             |                             |                             |
| 第13話                                | 魔王、職場に復帰する                           | 横谷昌宏                    | 筑紫大介                    | 粟井重紀                    | Ming Guang Xing Yue Long Guang Hui Ming | たけだ欣弘                                           | 2023年 7月13日              |                             |                             |                             |                             |                             |                             |                             |                             |                             |                             |                             |                             |                             |                             |                             |                             |                             |
| 第14話                                | 魔王と勇者、日常に惑う                         | 待田堂子                    | 鵜飼ゆうき                  | 三川智美                    | 蟹谷憲正 松井京介 森悦史 | たけだ欣弘                                           | 7月20日                     |                             |                             |                             |                             |                             |                             |                             |                             |                             |                             |                             |                             |                             |                             |                             |                             |                             |
| 第15話                                | 魔王と勇者、新たな夢の一歩を踏み出す           | 大西雄仁                    | 西田正義                    | 高橋幸雄                    | 飯飼一幸 鎌田耕一 重松晋一 松下純子 | たけだ欣弘                                           | 7月27日                     |                             |                             |                             |                             |                             |                             |                             |                             |                             |                             |                             |                             |                             |                             |                             |                             |                             |
| 第16話                                | 魔王と勇者、お布団を買いに                     | 横谷昌宏                    | 筑紫大介                    | 木村佳嗣                    | 金丸綾子 亀田朋幸 | たけだ欣弘                                           | 8月3日                      |                             |                             |                             |                             |                             |                             |                             |                             |                             |                             |                             |                             |                             |                             |                             |                             |                             |
| 第17話                                | 勇者、しばしの暇乞いをする                     | 早川スミカ                  | 西田正義                    | 海野イカたろう              | Hwang-Young-sik Choi Jong-gih | たけだ欣弘 飯野雄大 りお                             | 8月10日                     |                             |                             |                             |                             |                             |                             |                             |                             |                             |                             |                             |                             |                             |                             |                             |                             |                             |
| 第18話                                | 魔王、出遅れる                                 | 大西雄仁                    | まつもとよしひさ            | 神谷マキ                    | 飯飼一幸 重松晋一 服部益美 山崎愛 | たけだ欣弘 原田峰文                                  | 8月17日                     |                             |                             |                             |                             |                             |                             |                             |                             |                             |                             |                             |                             |                             |                             |                             |                             |                             |
| 第19話                                | 勇者、泣く                                     | 待田堂子                    | 西田正義                    | 國本一穂                    | 蟹谷憲正 松井京介 森悦史 柳瀬譲二 栗原基樹                                                                                                   | たけだ欣弘                                           | 8月24日                     |                             |                             |                             |                             |                             |                             |                             |                             |                             |                             |                             |                             |                             |                             |                             |                             |                             |
| 第20話                                | 勇者、故郷に惑う                               | 早川スミカ                  | 敷島博英                    | 藤井邦雄                    | Choi Eun-yeong Kim Ran-young Jung ji-moon Lee Beom-jim Yoon Seung-hyeon                                                                      | たけだ欣弘 原田峰文 飯野雄大                         | 8月31日                     |                             |                             |                             |                             |                             |                             |                             |                             |                             |                             |                             |                             |                             |                             |                             |                             |                             |
| 第21話                                | 魔王、吐く                                     | 大西雄仁                    | 江副仁美                    | 三川智美                    | Hui Ming Ming Guang Long Guang | たけだ欣弘 しまだひであき 敷島博英 原田峰文 飯野雄大 | 9月7日                      |                             |                             |                             |                             |                             |                             |                             |                             |                             |                             |                             |                             |                             |                             |                             |                             |                             |
| 第22話                                | 魔王、立場を失う                               | 待田堂子                    | 筑紫大介                    | 筑紫大介 清水明 木村佳嗣    | Hui Ming Ming Guang Long Guang | たけだ欣弘 二宮奈那子 山崎愛 服部聰志                | 9月14日                     |                             |                             |                             |                             |                             |                             |                             |                             |                             |                             |                             |                             |                             |                             |                             |                             |                             |
| 第23話                                | 勇者、戦陣に踊る                               | 早川スミカ                  | 敷島博英                    | 徐恵眞                      | 亀田朋幸 金子綾子 山崎愛 | たけだ欣弘                                           | 9月21日                     |                             |                             |                             |                             |                             |                             |                             |                             |                             |                             |                             |                             |                             |                             |                             |                             |                             |
| 第24話                                | 魔王と勇者、エンテ・イスラの変革に立ち会う     | 横谷昌宏                    | 筑紫大介                    | 筑紫大介                    | 蟹谷憲正 小川玖理周 森悦史 山崎愛 笹木彩李 松井京介 野澤陽子 LEE SANG-MIN                                                                    | たけだ欣弘 鶴窪久子 二宮奈那子                       | 9月28日                     |                             |                             |                             |                             |                             |                             |                             |                             |                             |                             |                             |                             |                             |                             |                             |                             |                             |

## 放送局
| 放送期間               | 放送時間                     | 放送局     | 対象地域 | 備考                      |
| ---------------------- | ---------------------------- | ---------- | -------- | ------------------------- |
| 2013年4月4日 - 6月27日 | 木曜 22:00 - 22:30           | TOKYO MX   | 東京都   |                           |
| 2013年4月5日 - 6月28日 | 金曜 1:00 - 1:30（木曜深夜） | KBS京都    | 京都府   |                           |
|                        | 金曜 2:00 - 2:30（木曜深夜） | サンテレビ | 兵庫県   |                           |
|                        | 金曜 2:35 - 3:05（木曜深夜） | テレビ愛知 | 愛知県   |                           |
| 2013年4月5日 - 7月5日  | 金曜 2:30 - 3:00（木曜深夜） | BS日テレ   | 日本全域 | BS放送                    |
| 2013年4月11日 - 7月4日 | 木曜 22:30 - 23:00           | AT-X       | 日本全域 | CS放送 / リピート放送あり |

| 配信開始日    | 配信時間           | 配信サイト         |
| ------------- | ------------------ | ------------------ |
| 2013年4月12日 | 金曜 12:00 更新    | dアニメストア      |
|               | 金曜 16:00 更新    | ShowTime           |
|               | 金曜 23:00 - 23:30 | ニコニコ生放送     |
|               | 金曜 23:30 更新    | ニコニコチャンネル |
| 2013年4月17日 | 金曜 12:00 更新    | dアニメストア      |
|               | 水曜 午後 更新     | PlayStation Store  |
| 2013年4月26日 | 金曜 12:00 更新    | バンダイチャンネル |

| 放送期間                                                             | 放送時間                     | 放送局   | 対象地域   | 備考                                 |
| -------------------------------------------------------------------- | ---------------------------- | -------- | ---------- | ------------------------------------ |
| 2022年7月14日 - 9月29日                                              | 木曜 23:30 - 金曜 0:00       | TOKYO MX | 東京都     | 製作参加 / 字幕放送                  |
|                                                                      |                              | BS11     | 日本全域   | 製作参加 / BS放送 / 『ANIME+』枠     |
| 2022年7月15日 - 9月30日                                              | 金曜 21:30 - 22:00           | AT-X     | 日本全域   | CS放送 / 字幕放送 / リピート放送あり |
| 2022年7月17日 - 10月2日                                              | 日曜 2:38 - 3:08（土曜深夜） | 毎日放送 | 近畿広域圏 | 『アニメシャワー』第2部              |
| 放送前週には特別番組『地上波！ただいま、魔王さま〜！』が放送された。 |                              |          |            |                                      |

| 放送期間                | 放送時間                     | 放送局   | 対象地域   | 備考                                 |
| ----------------------- | ---------------------------- | -------- | ---------- | ------------------------------------ |
| 2023年7月13日 - 9月28日 | 木曜 23:30 - 金曜 0:00       | TOKYO MX | 東京都     | 製作参加 / 字幕放送                  |
|                         |                              | BS11     | 日本全域   | 製作参加 / BS放送 / 『ANIME+』枠     |
| 2023年7月14日 - 9月29日 | 金曜 22:00 - 22:30           | AT-X     | 日本全域   | CS放送 / 字幕放送 / リピート放送あり |
| 2023年7月16日 - 10月1日 | 日曜 2:38 - 3:08（土曜深夜） | 毎日放送 | 近畿広域圏 | 『アニメシャワー』第2部              |

第2期はDisney+『スター』にて地上波同時・見放題独占配信。その後、1st Season（第1話〜第12話）は2023年7月14日から、2nd Season（第13話〜第24話）は2024年7月14日から他の配信サイトでも配信が解禁された。

## 関連商品

### BD / DVD
| 巻  | 発売日         | 収録話          | 規格品番   | 規格品番   | 特典                                                                      |
| 巻  | 発売日         | 収録話          | BD         | DVD        | 特典                                                                      |
| --- | -------------- | --------------- | ---------- | ---------- | ------------------------------------------------------------------------- |
| 1   | 2013年7月3日   | 第1話 - 第2話   | PCXG-50241 | PCBG-51591 | 書き下ろし小説「はたらく魔王さま! 5.5」                                   |
| 2   | 2013年8月7日   | 第3話 - 第4話   | PCXG-50242 | PCBG-51592 | 特典ドラマCD「はたらく魔王さま! 悪魔と勇者と女子高生 -A happy new year-」 |
| 3   | 2013年9月4日   | 第5話 - 第6話   | PCXG-50243 | PCBG-51593 | スペシャルイベント応募券A                                                 |
| 4   | 2013年10月16日 | 第7話 - 第8話   | PCXG-50244 | PCBG-51594 | スペシャルイベント応募券B                                                 |
| 5   | 2013年11月6日  | 第9話 - 第10話  | PCXG-50245 | PCBG-51595 | 全6巻収納BOX                                                              |
| 6   | 2013年12月4日  | 第11話 - 第13話 | PCXG-50246 | PCBG-51596 | 書き下ろし小説「はたらく魔王さま! 2.8」                                   |
| BOX | 2016年12月21日 | 第1話 - 第13話  | PCXG-50427 | -          |                                                                           |

| 巻 | 発売日         | 収録話          | 規格品番  | 規格品番 | 特典                                         |
| 巻 | 発売日         | 収録話          | BD        | DVD      | 特典                                         |
| -- | -------------- | --------------- | --------- | -------- | -------------------------------------------- |
| 1  | 2022年10月19日 | 第1話 - 第6話   | BIXA-1361 | -        | 書き下ろし小説「はたらく魔王さま! 4.1」      |
| 2  | 2022年12月2日  | 第7話 - 第12話  | BIXA-1362 | -        | 書き下ろし小説 「はたらく魔王さま！ てんご」 |
| 3  | 2023年10月18日 | 第13話 - 第18話 | BIXA-1363 | -        | 書き下ろし小説「はたらく魔王さま! 7.5」      |
| 4  | 2023年12月6日  | 第19話 - 第24話 | BIXA-1364 | -        | 書き下ろし小説 「はたらく魔王さま！ 9ＧＳ」  |

### CD
| 発売日        | タイトル                                            | 規格品番    |
| ------------- | --------------------------------------------------- | ----------- |
| 2013年6月26日 | はたらく魔王さま! オリジナルサウンドトラック        | LACA-9295/6 |
| 2013年9月11日 | はたらく魔王さま! キャラソンアルバム 歌う魔王さま!? | LACA-15337  |
| 2017年6月7日  | はたらく魔王さま! ドラマCD 魔王、捨て猫を拾う       | LACA-15639  |

### 書籍
- 『カレンダ－ '14 はたらく魔王さま！』 ハゴロモ、2013年11月発行、ISBN 978-4-8012-0583-3
- 『はたらく魔王さま！ノ全テ』 KADOKAWA、2013年12月26日発売[60]、ISBN 978-4-04-866200-0

## Webアニメ
はたらく魔王さま!! ちいちゃい!魔王さま!!
2022年7月17日から同年10月2日までテレビアニメ公式Twitterと株式会社インフィニットYouTubeチャンネルで配信されていたWebアニメ。翌2023年7月16日から同年10月1日まで更新が再開された。

## Webラジオ
ラジオでもはたらく勇者さま!
2013年3月2日から同年7月5日までランティスウェブラジオで毎週金曜日に配信されていたラジオ番組。パーソナリティは、日笠陽子（遊佐恵美 役）と東山奈央（佐々木千穂 役）。
ラジオCD
コミックマーケット84にて販売。
- 「ラジオでもはたらく勇者さま!」アーカイブCD-ROM
- 「ラジオでもはたらく勇者さま!」〜駆け上がれ!栄光への階段!成り上がりインターンシップファイナル!新録ラジオCD〜

ラジオでもはたらく魔王さま!!
2022年7月1日から同年9月23日まで超!A&G+で毎週金曜日19時-19時30分に放送されていたラジオ番組。同年7月8日よりBS11公式YouTubeでアフタートーク付きのアーカイブを配信した。パーソナリティは、逢坂良太（真奥貞夫 役）、日笠陽子（遊佐恵美 役）、東山奈央（佐々木千穂 役）、小野友樹（芦屋四郎 役）と下野紘（漆原半蔵 役）、伊藤かな恵（鎌月鈴乃 役）、木野日菜（アラス・ラムス 役）が週ごとに入れ替わり担当。
「ラジオでもはたらく魔王さま!!」2nd Season
2023年7月8日から同年9月30日まで超!A&G+で毎週土曜日19時-19時30分に放送されていたラジオ番組。同年7月15日よりBS11公式YouTubeでアフタートーク付きのアーカイブを配信した。パーソナリティは、日笠陽子（遊佐恵美 役）と東山奈央（佐々木千穂 役）。

## 関連番組
Web番組
ニコニコ生放送にて動画配信。
ニコ生でもはたらく勇者さま!
配信日：2013年4月23日 / 出演：日笠陽子（遊佐恵美 役）、東山奈央（佐々木千穂 役）
はたらく魔王さま!〜魔王城からこんばんは!六畳一間ニコ生スペシャル〜
配信日：2013年5月14日 / 出演：逢坂良太（真奥貞夫 役）、小野友樹（芦屋四郎 役）
アキバでもはたらく魔王さま!〜グッ鉄カフェでカツ・ドゥーン!ニコ生男祭り〜
配信日：2013年6月16日 / 出演：逢坂良太（真奥貞夫 役）、小野友樹（芦屋四郎 役）、下野紘（漆原半蔵 役）
「はたらく魔王さま！」一挙放送お疲れ様でした!アフターニコ生!!
配信日：2013年11月9日 / 出演：東山奈央（佐々木千穂 役）
はたらく魔王さま!イベントまで待てない!悪魔大元帥とJKのマグロナルド出張ニコニコ生放送!!
配信日：2013年12月10日 / 出演：小野友樹（芦屋四郎 役）、東山奈央（佐々木千穂 役）
はたらく魔王さま!同窓会〜ブルーレイBOXの発売だから、ひさしぶりに集まってみたSpecial!!
配信日：2016年12月21日 / 出演：逢坂良太（真奥貞夫 役）、日笠陽子（遊佐恵美 役）、東山奈央（佐々木千穂 役）、伊藤かな恵（鎌月鈴乃 役）
テレビ番組
放送直前特別番組!!地上波!ただいま、魔王さま〜!
初回放送日：2022年7月7日（TOKYO MX、BS11）
出演：逢坂良太（真奥貞夫 役）、日笠陽子（遊佐恵美 役）、東山奈央（佐々木千穂 役）、小野友樹（芦屋四郎 役）、下野紘（漆原半蔵 役）、伊藤かな恵（鎌月鈴乃 役）、木野日菜（アラス・ラムス 役）
TVアニメ「はたらく魔王さま！！」1st Season振り返りSP 笹塚〜エンテ・イスラへ！
初回放送日：2023年7月6日（TOKYO MX、BS11）
出演：ナビゲーター：東山奈央（佐々木千穂 役）